# 稀羽铁角蕨
稀羽铁角蕨（学名：Asplenium bullatum var. shikokianum）为铁角蕨科铁角蕨属下的一个变种。

## 扩展阅读
- 維基物種上的相關：稀羽铁角蕨